# Méthanol deutéré
Le méthanol deutéré est un composé chimique de formule CD3OD. Il s'agit de l'isotopologue du méthanol CH3OH dont tous les atomes d'hydrogène H sont remplacés par du deutérium D, un isotope stable de l'hydrogène.
Le méthanol deutéré est un solvant utilisé couramment en spectroscopie RMN des molécules organiques.